# Gardon (rivier)

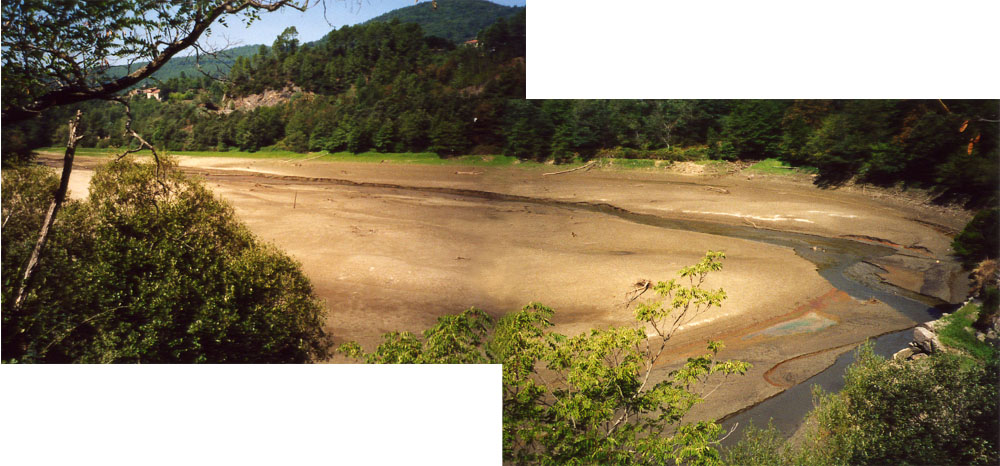
Het drooggevallen stuwmeer van "Cambous" op de Gardon in de buurt van Alès, tijdens de hittegolf van 2003

De Gardon of de Gard is een zijrivier van de Rhône. Hij ontspringt in de hoge Cevennen en wordt gevormd door twee takken: de Gardon d'Alès et de Gardon d'Anduze, die in Ners samenvloeien.
De rivier stroomt door twee departementen van de regio Occitanie: de Lozère en de Gard, deze laatste met de steden La Grand-Combe, Alès, Anduze, Saint-Jean-du-Gard, Saint-André-de-Valborgne, Remoulins en Montfrin.
De rivier is bekend van de Romeinse Pont du Gard.
- Bibliothèque nationale de France: cb16692788j (data)
- Gemeinsame Normdatei: 4467303-6
- Système universitaire de documentation: 02786006X
- Virtual International Authority File: 304828311